# Mollisia clavata
Mollisia clavata är en svampart som beskrevs av Gremmen 1954. Mollisia clavata ingår i släktet Mollisia och familjen Dermateaceae.  Arten är reproducerande i Sverige. Inga underarter finns listade i Catalogue of Life.